# Tulga
Tulga (Flavius Tulga Rex, s. VII–17 d'abril de 642) va ser rei dels visigots de Toledo del 640 al 642. Successor del seu pare, Khíntila, el seu regnat va ser breu, de poc més de dos anys. Va ser destronat a causa d'una rebel·lió encapçalada per Khindasvint.

## Orígens
Pertanyia a una família visigoda poderosa, era fill del rei Khíntila (636-639), al qual va succeir en el tron. El seu llinatge destacava per ser propietari de moltes terres, que segurament havien estat ampliades durant el regnat del seu pare i que, a més, algunes d'elles havien estat repartides entre els seus seguidors.

## Regnat
El seu ascens al tron es va produir a proposta del seu pare, malgrat que els concilis de Toledo havien decretat l'elecció com a forma d'escollir nou nomarca. L'arribada del nou rei no va ser ben vista pel cronista Fredegari, a qui dona la consideració de nen i persona massa jove, si bé l'anomena «adolescent» vagament. Aquesta terminologia romana era molt precisa, segons Isidor de Sevilla entre els 14 i 28 anys. Per tant, Tulga devia tenir uns 20 anys quan va morir el seu pare, segurament no era menor d'edat i va tenir capacitat de governar per si mateix.
El regnat de Tulga va ser breu. Es desconeix exactament la data de la mort del seu pare i, per tant, quan va ser acceptat al tron, que alguns daten el 639 i d'altres situen més concretament el desembre del 640. En un primer moment, va comptar amb el suport de la noblesa i el clergat. Tanmateix, s'atribueix a Tulga certa candidesa i feblesa de caràcter que va provocar que no pogués controlar de forma efectiva el regne. Després de diversos intents frustrats de membres de la noblesa de fer-se amb el tron, l'abril de 642 a Pampalica (Pampliega), on hi residien molts visigots, Khindasvint, un dignatari d'edat molt avançada que al llarg de la seva vida s'havia vist involucrat en diverses rebel·lions i conjures, amb el suport de molts «senadors» gots, segons la Crònica Mossàrab, va destronar Tulga i va usurpar el poder de manera violenta.
Després de la rebel·lió i el destronament de Tulga, els historiadors difereixen sobre els fets a causa del manca de fonts precises sobre les que recolzar-se. Els que donen fe al relat de Sigibert Glembacenc, creuen que el rebel, enfortit pel suport rebut, i amb l'adhesió d'altres nobles, es va presentar a Toledo, va deposar Tulga fent-lo tonsurar i, per tant, convertint-lo en monjo. D'aquesta manera l'incapacitava per regnar i involucrar-se en assumptes polítics, segons establien els cànons aprovats al darrer concili de Toledo. D'acord amb aquest relat, la segona quinzena d'abril Khindasvint ja es va fer coronar rei, va procedir a la purga dels membres de la nobles que no havien volgut reconèixer-lo i va tancar Tulga en un convent.
Però basant-se en Sant Ildefons la situació és diferent. La rebel·lió de Khindasvint va obtenir cert suport entre la noblesa però al no comptar amb l'adhesió del clero no triomfà. Tulga va conservar el tron i Khindasvint va ser considerat un rebel, fins que l'oportuna mort del rei, a causa d'una malaltia, va permetre el reconeixement de l'aspirant pels magnats i el clergat (aquest segurament a contracor).